# Újszentmargita
Újszentmargita é um município da Hungria, situado no condado de Hajdú-Bihar. Tem 96,21 km² de área e sua população em 2015 foi estimada em 1.473 habitantes.